# Harold Ramis
Harold Allen Ramis (Chicago, Illinois, 21 de novembre de 1944 – Glencoe, Illinois, 24 de febrer de 2014) fou un actor, director i guionista estatunidenc, especialitzat en comèdia. Possiblement el seu paper més popular fou el d'Egon Spengler a Els caçafantasmes (1984) i Russell Ziskey a Stripes (1981); on també participà com a guionista a ambdues pel·lícules. Com a guionista-director, les seves pel·lícules inclouen les comèdies Caddyshack (1980), National Lampoon Vacation (1983), Atrapat en el temps (1993), i Analyze This (1999). Ramis fou el guionista en cap de la sèrie televisiva SCTV, en la que també actuà, i un de tres guionistes de la pel·lícula National Lampoon's Animal House (1978). Els films de Ramis han influït generacions subsegüents de còmics i escriptors de comèdia. Els directors Jay Roach, Jake Kasdan, Adam Sandler, i Peter i Bobby Farrelly han citat els seus films entre els seus favorits. Ramis guanyà el premi BAFTA al millor guió original per Atrapat en el temps.

## Joventut
Ramis nasqué el 21 de novembre de 1944 a Chicago, Illinois, de Ruth (née Cokee) i Nathan Ramis, propietari del negoci Ace Food & Liquor Mart al Far North Side. Ramis rebé una educació jueva, tanmateix d'adult no va practicar cap religió. Graduat a l'escola elemental Stephen K. Hayt el juny del 1958 i l'institut Nicholas Senn el 1962, ambdós centres educatius públics de Chicago, i dins 1966 d'Universitat Washington a Saint Louis, on fou membre capítol Alfa Xi de la fraternitat Zeta Beta Tau.
Després, Ramis treballà en una institució mental en St. Louis durant set mesos. Més tard afirmà sobre aquesta ocupació que:
| « | […] em va preparar bé per quan vaig anar a Hollywood per treballar amb actors. La gent riu quan dic això, però va ser realment molt bona formació. I no només amb els actors; va ser un bon entrenament per simplement viure al món. És saber com tractar amb persones que podrien estar reaccionant d'una forma connectada amb l'ansietat, el dolor, la por o la ràbia. Com a director, estàs tractant constantment amb això amb actors. Però si jo fos un home de negocis, probablement estaria aplicant els mateixos principis a aquesta línia de treball. | » |

## Carrera
Ramis començà a escriure comedietes paròdiques a la universitat, dient anys més tard, "El que sentia al meu cor, era una combinació de Groucho i Harpo Marx, usant el seu enginy com a arma contra les classes altes, i de l'antic encant de Harpo i el fet que era estranyament sexy - agafava les dones, els treia les faldilles, i se sortia amb la seva". Va evitar el reclutament forçós a la Guerra del Vietnam prenent metamfetamina per a no superar la seva revisió mèdica.
Després del treballar a St. Louis, Ramis retornà a Chicago, on el 1968, deu de mestre substitut a les escoles que servint al centre de la ciutat Robert Taylor Homes. També va esdevenir associat amb el col·lectiu guerrilla television TVTV, encapçalat pel seu company d'universitat Michael Shamberg, i va escriure com a freelance pel Chicago Notícia Diària. "Michael Shamberg tan bon punt sortí de la universitat començà de freelance a diaris i arribà a ser col·laborador a un diari local, i vaig pensar, 'Bé, si Michael ho pot fer, jo també'. Vaig escriure un peça de ficció especulativa i el vaig entregar al Chicago Daily News, a la secció Arts & Leisure, i em començaren a assignar temes d'entreteniment." A més, Ramis començà a estudiar i actuar amb el grup teatral Second City de Chicago de comèdia improvisada.
Les edicions de Ramis al diari el dugué a esdevenir editor a la revista Playboy. "Vaig trucar... a "porta freda" i vaig dir que havia escrit diversos peces com a freelance i si tenien qualssevol vacant. I resultà que tenien una plaça d'aprenent d'editor d'acudits en reclutament. Els agradà el meu material i em va donar un feix d'acudits que els lectors havien enviat i em demanaren que el reescrigués. Havia estat als tallers de Second City i Michael Shamberg i hi havia escrit comèdies a la universitat". Ramis fou finalment promogut com a editor associat.

### National Lampoon i SCTV
Després de deixar Second City temporalment tornant-hi el 1972, havent estat reemplaçat en repartiment principal per John Belushi, Ramis va treballar el seu retorn com paper sense expressió de Belushi. El 1974, Belushi dugué a Ramis i altres intèrprets de Second City, incloent que seria l'habitual col·laborador de Ramis Bill Murray, a la Ciutat de Nova York per a treballar a The National Lampoon Radio Hour.
En aquell temps, Ramis, Belushi, Murray, Joe Flaherty, Christopher Guest i Gilda Radner protagonitzaren la revista The National Lampoon Show, successor del National Lampoon Lemmings. Més tard, Ramis esdevingué intèrpret i guionista en cap, l'esquetx còmic nocturn SCTV durant els seus primers tres anys (1976–1979). Aviat li oferiren ser guionista del Nit de dissabte però triar continuar amb SCTV. Les caracteritzacions fetes per Ramis a SCTV inclouen el locutor corrupte de Dialing for Dollars, el director d'escena de SCTV Maurice "Moe" Green, el policia amable d’Officer Friendly, el guru Swami Bananananda, el president de la junta Allan "cames boges" Hirschman i el dentista a domicili Mort Finkel. Les seves impressions de celebritats en SCTV inclogueren Kenneth Clark i Leonard Nimoy.

### Carrera cinematogràfica
Ramis abandonà SCTV per a seguir una carrera cinematogràfica i va escriure un guió de la revista National Lampoon amb Douglas Kenney que finalment esdevindria National Lampoon's Animal House. Més tard s'hi uní un tercer col·laborador, Chris Miller. La pel·lícula de 1978 relatava la lluita entre una sorollosa fraternitat universitària i el degà universitari. Pel seu temps l'humor de la pel·lícula era lasciu. Animal House "baté tots els rècords de taquilla per a les comèdies" i recaptà 141 milions de dòlars.
Ramis seguí escrivint la comèdia Meatballs, protagonitzada per Bill Murray. La pel·lícula fou un èxit comercial i fou amb el temps la primera de les sis col·laboracions cinematogràfiques entre Murray i Ramis. La seva tercera pel·lícula i el seu debut com a director fou Caddyshack, que va escriure amb Kenney i Brian Doyle-Murray. Protagoniotzada per Chevy Chase, Rodney Dangerfield, Ted Knight i Bill Murray. Com les anteriors dues pel·lícules de Ramis, Caddyshack també fou un èxit comercial.
El 1982, Ramis va ser l'encarregat de dirigir l'adaptació cinematogràfica de la novel·la Una conxorxa d'enzes, de John Kennedy Toole, guanyadora del Pulitzer. La pel·lícula havia de ser protagonitzada per John Belushi i Richard Pryor, però el projecte va ser avortat. El 1984, Ramis col·laborà amb Dan Aykroyd en el guió de Ghostbusters, una de les més reeixides comèdies de tots els temps, en la que feia el paper del Dr. Egon Spengler, una paper que també interpreta en la seqüela de 1989, Caçafantasmes 2 (que també va escriure amb Aykroyd). S'ha dit que el seu darrer film Atrapat en el temps és la seva "obra mestra".
S'ha dit de les seves pel·lícules que ataquen "la suficiència de la vida institucional... amb una múrria bona [voluntat] que és inconfusiblement americana". Són també anotat per "Ramis' llengua de signatura-dins-galta pep xerrades”. Sloppiness I improv era també aspectes importants de la seva feina. Ramis Freqüentment descrit les qualitats de "ràbia, curiositat, ganduleria, i woolly idealisme" en "un hyper-veu articulada".
Ramis també actuà ocasionalment en papers en pel·lícules aclamades que no va escriure o dirigir com l'oscaritzada As Good as It Gets (1997) de James L. Brooks i la reeixida comèdia Knocked Up (2007) de Judd Apatow.
El 2004, Ramis rebutjà l'oportunitat de dirigir la pel·lícula Guess Who protagoniotzada per Bernie Mac i Ashton Kutcher, llavors amb el títol provisional The Dinner Party, perquè la va considerar mal escrita. Aquell mateix any, va començar el baix-pressupost The Ice Harvest, "el seu primer intent de fer una pel·lícula de cinema negre còmic". Ramis passà sis setmanes intentant aconseguir llum verda per a la pel·lícula perquè trobà dificultats en assolir un acord salarial amb les estrelles John Cusack i Billy Bob Thornton. El 2004, el cost salarial com a director de Ramis era d'uns cinc milions de dòlars.
En una entrevista al documental American Storytellers, Ramis va dir que volia fer una pel·lícula sobre Emma Goldman però que cap dels estudis cinematogràfics s'hi interessà i que havia sigut difícil obtenir finançament.
Ramis digué el 2009 que havia planificat fer una tercera entrega de Ghostbusters que pretenia estrenar a mitjans del 2011 o al Nadal del 2012.

## Vida privada
Ramis es casà dos cops i era el pare de tres nens. El 2 de juliol de 1967, es casà amb l'artista de San Francisco Anne Plotkin, amb qui va tenir una filla, Violet. L'actor i protagonista de Els caçafantasmes Bill Murray és el padrí de Violet. Ramis i Plotkin se separaren el 1984 i més tard es divorciaren. El 1989 Ramis es casà amb Erica Mann, filla del director Daniel Mann i l'actriu Mary Kathleen Williams. Junts van tenir dos fills, Julian Arthur i Daniel Hayes. Tot i que Ramis va mantenir creences no sobrenaturals humanista, l'educació budista d'Erica fou d'una enorme influència en les seves filosofies la resta de la seva vida, i esdevingueren amics del Dalai-lama.
Ramis era seguidor dels Chicago Cubs. Els seus passatemps incloïen l'esgrima, la percussió ritual, guitarra acústica, i la fabricació de barrets de feltre de llana; aprengué a esquiar veient els esquiadors a la televisió.

### Malaltia i mort

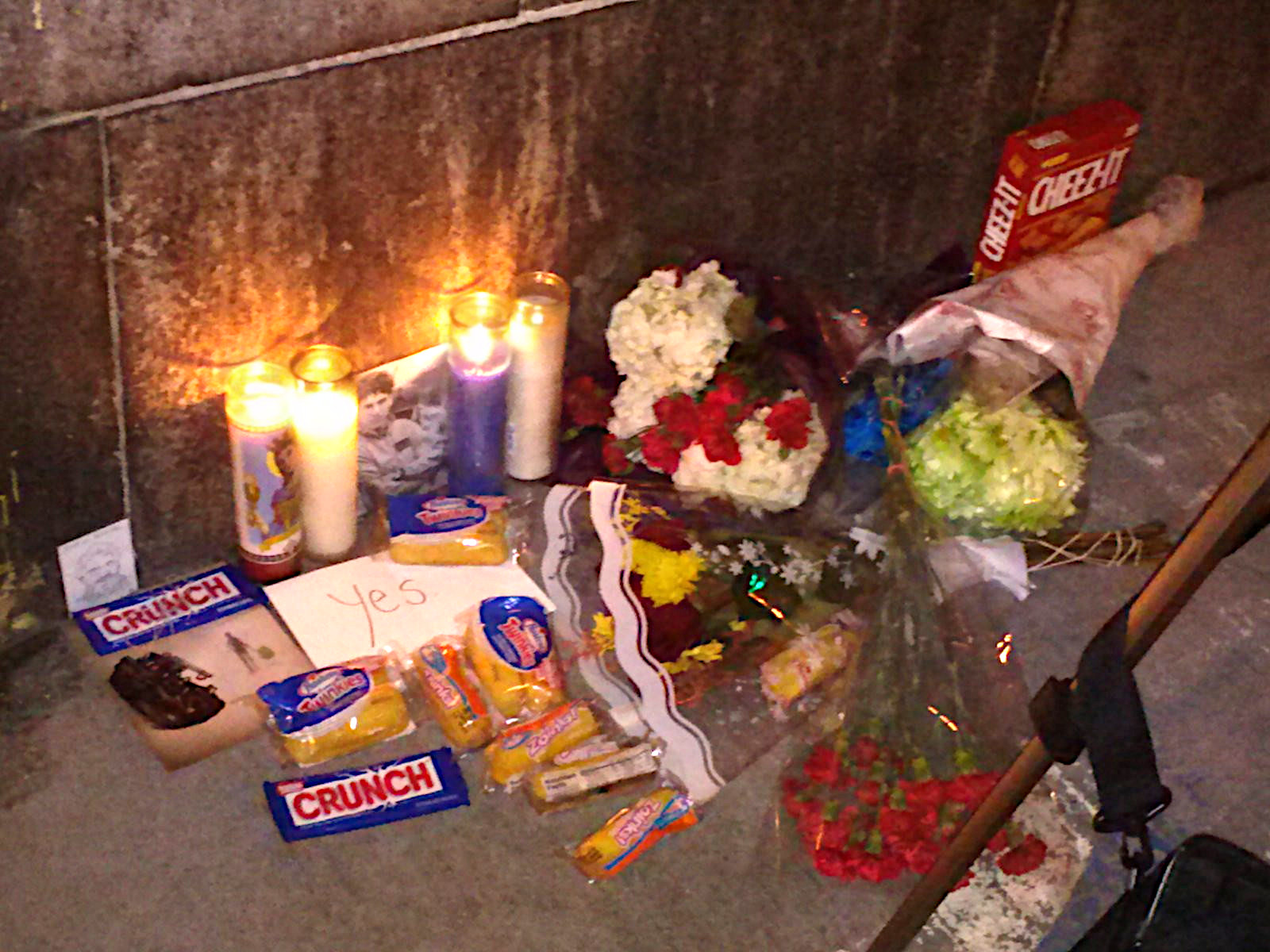
Memorial a Ramis aparegut al "Ghostbusters firehouse."

El maig del 2010, Ramis va contreure una infecció que va resultar en complicacions d'una vasculitis inflamatòria autoimmune per la qual perdé la capacitat de caminar. Després de tornar a aprendre a caminar va patir un relapse de la malaltia a final del 2011.
Va morir degut a complicacions de la malaltia el 24 de febrer del 2014 a la seva casa a North Shore (Chicago), als 69 anys.
A la seva mort, el President Barack Obama feu una declaració sobre la figura de Ramis, dient "quan vam mirar les seves pel·lícules – des d'Animal House i Caddyshack a Els caçafantasmes (Ghostbusters) i Atrapat en el temps (Groundhog Day) – no només vam riure fins que ens feia mal. Vam qüestionar-nos l'autoritat. Vam identificar amb el foraster. Estem arrelats pels desvalguts. I malgrat tot, no hem perdut mai la nostra fe en els finals feliços." Va acabar la seva declaració dient que esperava que Ramis "rebés la consciència total," fent referència a una cita de Caddyshack.
El col·laborador de Ramis Bill Murray feu tribut a Ramis als 86ns Premis de l'Acadèmia.

## Premis i honors
El 2004, Ramis fou inclòs al St. Louis Walk of Fame. Dins 2005, va rebre el premi Distinguished Screenwriter al Festival de Cinema d'Austin. El 2015, el Sindicat de Guionistes dels Estats Units l'honorà pòstumament a la seva trajectòria, el Laurel Award for Screenwriting Achievement.

## Col·laboracions
Ramis col·laborà freqüentment amb Ivan Reitman. Fou coguionista de National Lampoon Animal House, que produí Reitman, amb Reitman també escrigué la comèdia Meatballs que dirigí; fou coguionista i aparegué a la pelicula dirigida per Reitman Stripes, Els caçafantasmes i Caçafantasmes 2. Ramis també fou coguionista de la comèdia Back to School (1986) que protagonitzà Rodney Dangerfield que havia aparegut a Caddyshack.
|                       | SCTV (1976-1978) | Meatballs (1979) | Caddyshack (1980) | Stripes (1981) | National Lampoon's Vacation (1983) | Els caçafantasmes (1984) | Club Paradise (1986) | Caddyshack II (1988) | Caçafantasmes 2 (1989) | Atrapat en el temps (1993) | Stuart Saves His Family (1995) | Multiplicity (1996) |
| --------------------- | ---------------- | ---------------- | ----------------- | -------------- | ---------------------------------- | ------------------------ | -------------------- | -------------------- | ---------------------- | -------------------------- | ------------------------------ | ------------------- |
| Dan Aykroyd           |                  |                  |                   |                |                                    |                          |                      |                      |                        |                            |                                |                     |
| John Candy            |                  |                  |                   |                |                                    |                          |                      |                      |                        |                            |                                |                     |
| Chevy Chase           |                  |                  |                   |                |                                    |                          |                      |                      |                        |                            |                                |                     |
| Brian Doyle-Murray    |                  |                  |                   |                |                                    |                          |                      |                      |                        |                            |                                |                     |
| Robin Duke            |                  |                  |                   |                |                                    |                          |                      |                      |                        |                            |                                |                     |
| Joe Flaherty          |                  |                  |                   |                |                                    |                          |                      |                      |                        |                            |                                |                     |
| Eugene Levy           |                  |                  |                   |                |                                    |                          |                      |                      |                        |                            |                                |                     |
| Bill Murray           |                  |                  |                   |                |                                    |                          |                      |                      |                        |                            |                                |                     |
| Harris Yulin          |                  |                  |                   |                |                                    |                          |                      |                      |                        |                            |                                |                     |
| Director Ivan Reitman |                  |                  |                   |                |                                    |                          |                      |                      |                        |                            |                                |                     |

## Filmografia
| Any  | Títol                                                | Director | Guionista | Productor | Productor executiu | Actor | Paper              |
| ---- | ---------------------------------------------------- | -------- | --------- | --------- | ------------------ | ----- | ------------------ |
| 1978 | National Lampoon's Animal House                      |          | Sí        |           |                    |       |                    |
| 1979 | Meatballs                                            |          | Sí        |           |                    |       |                    |
| 1980 | Caddyshack                                           | Sí       | Sí        |           |                    |       |                    |
| 1981 | Una legió de guillats (Stripes)                      |          | Sí        |           |                    | Sí    | Russell Ziskey     |
| 1981 | Heavy Metal                                          |          |           |           |                    | Sí    | Zeke               |
| 1983 | Per fi ja són vacances (National Lampoon's Vacation) | Sí       |           |           |                    | Sí    | Marty Moose        |
| 1984 | Els caçafantasmes                                    |          | Sí        |           |                    | Sí    | Dr. Egon Spengler  |
| 1986 | Back to School                                       |          | Sí        |           | Sí                 |       |                    |
| 1986 | Club Paradise                                        | Sí       | Sí        |           |                    |       |                    |
| 1986 | Armats i perillosos                                  |          | Sí        |           |                    |       |                    |
| 1987 | Baby Boom                                            |          |           |           |                    | Sí    | Steven Bochner     |
| 1988 | Caddyshack II                                        |          | Sí        |           |                    |       |                    |
| 1988 | Retrobant el passat (Stealing Home)                  |          |           |           |                    | Sí    | Alan Appleby       |
| 1989 | Caçafantasmes 2 (Ghostbusters II)                    |          | Sí        |           |                    | Sí    | Dr. Egon Spengler  |
| 1991 | Rover Dangerfield                                    |          | Sí        |           |                    |       |                    |
| 1993 | Atrapat en el temps                                  | Sí       | Sí        | Sí        |                    | Sí    | Neurologist        |
| 1994 | Airheads                                             |          |           |           |                    | Sí    | Chris Moore        |
| 1994 | Love Affair                                          |          |           |           |                    | Sí    | Sheldon Blumenthal |
| 1995 | Stuart Saves His Family                              | Sí       |           |           |                    |       |                    |
| 1996 | Els meus dobles, la meva dona i jo (Multiplicity)    | Sí       |           | Sí        |                    |       |                    |
| 1997 | Millor, impossible                                   |          |           |           |                    | Sí    | Dr. Martin Bettes  |
| 1999 | Una teràpia perillosa (Analyze This)                 | Sí       | Sí        |           |                    |       |                    |
| 2000 | High Fidelity                                        |          |           |           |                    | Sí    | Rob's Dad          |
| 2000 | Bedazzled                                            | Sí       | Sí        | Sí        |                    |       |                    |
| 2002 | Orange County                                        |          |           |           |                    | Sí    | Don Durkett        |
| 2002 | The First $20 Million Is Always the Hardest          |          |           |           | Sí                 |       |                    |
| 2002 | Una altra teràpia perillosa (Analyze That)           | Sí       | Sí        |           |                    |       |                    |
| 2005 | The Ice Harvest                                      | Sí       |           |           |                    |       |                    |
| 2006 | I Want Someone to Eat Cheese With                    |          |           |           | Sí                 |       |                    |
| 2006 | The Last Kiss                                        |          |           |           |                    | Sí    | Professor Bowler   |
| 2007 | Knocked Up                                           |          |           |           |                    | Sí    | Ben's Dad          |
| 2007 | Walk Hard: The Dewey Cox Story                       |          |           |           |                    | Sí    | L’Chai’m           |
| 2009 | Any u                                                | Sí       | Sí        | Sí        |                    | Sí    | Adam               |